# Villa Sunneschy

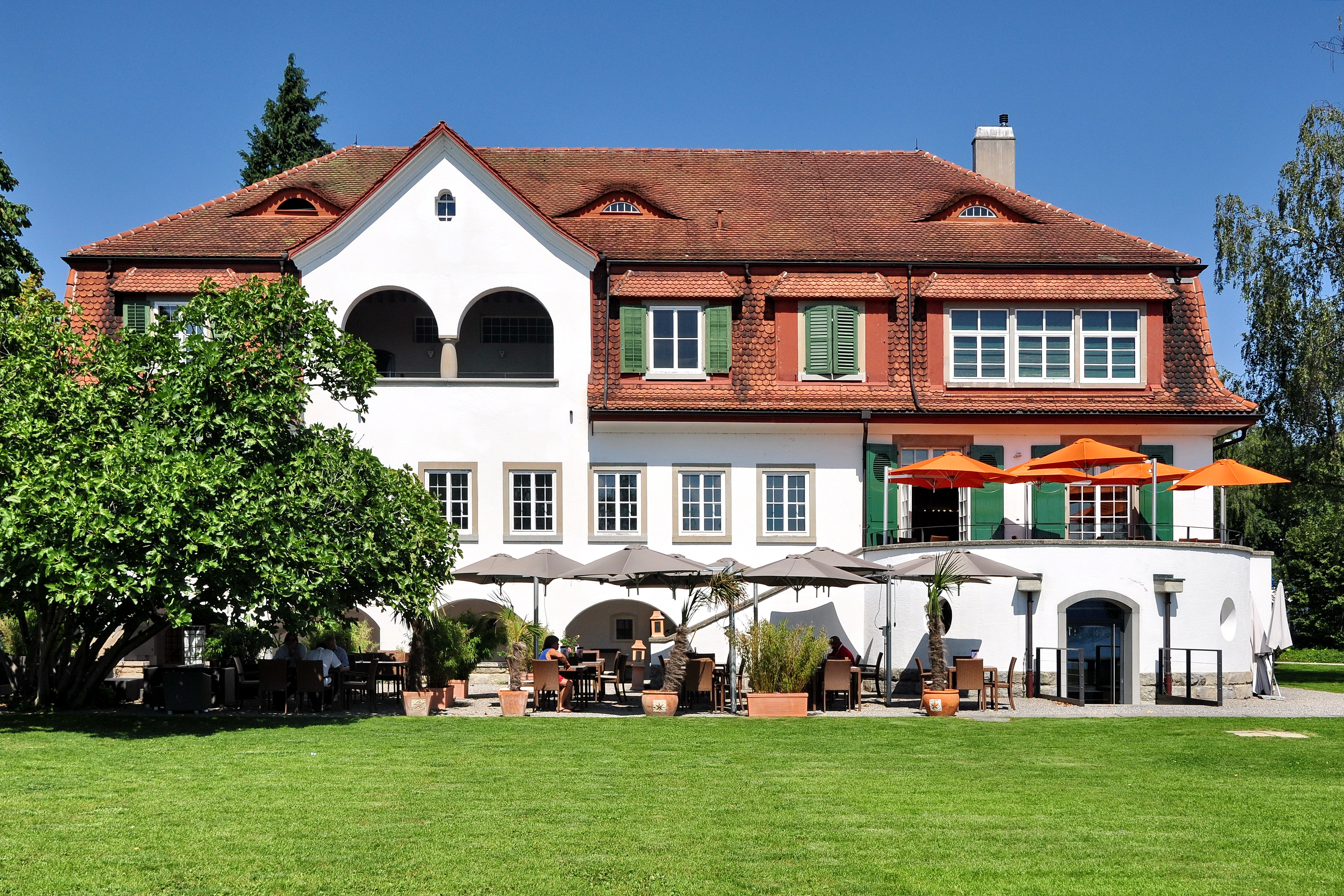
Villa Sunneschy Stäfa von der Zürichseeseite aus

Die Villa Sunneschy in Stäfa (Schweiz) wurde 1906–1908 nach Entwurf der Architekten Otto Pfleghard und Max Haefeli im Jugendstil erbaut im Auftrag von Rudolf Baumann (1868–1952) und Anna Baumann-Kienast (1880–1961) und ist seit 1978 im Besitz der Gemeinde Stäfa. 2001 wurde das Haus umfangreich restauriert.
Mehrfach entging die „Villa Sunneschy“ nur knapp zerstörerischen Eingriffen. Einige Stäfner erwarben 1952 die Villa Sunneschy über eine eigens dazu gegründete und finanzierte Genossenschaft, um einen Verkauf an Auswärtige zu verhindern und die Liegenschaft langfristig zu erhalten. Der ausgedehnte Park um die Villa wurde zu einer beliebten öffentlichen Badeanlage. Die in den Originalzustand zurückversetzten Räume werden für Anlässe vermietet und stehen für Kultur- und Freizeitzwecke zur Verfügung. 
Die Stiftung Kinder- und Jugendmuseum reichte im Januar 2010 dem Gemeinderat ein Gesamtkonzept für die Nutzung als Kultur- und Freizeitanlage ein. Die „Villa Sunneschy“ sollte ein Treffpunkt für Bevölkerung, Unternehmen und Organisationen Stäfas und Umgebung werden. Im Rahmen von Veranstaltungen, Ausstellungen und im Alltagsbetrieb werden zahlreiche Kooperationen angestrebt.

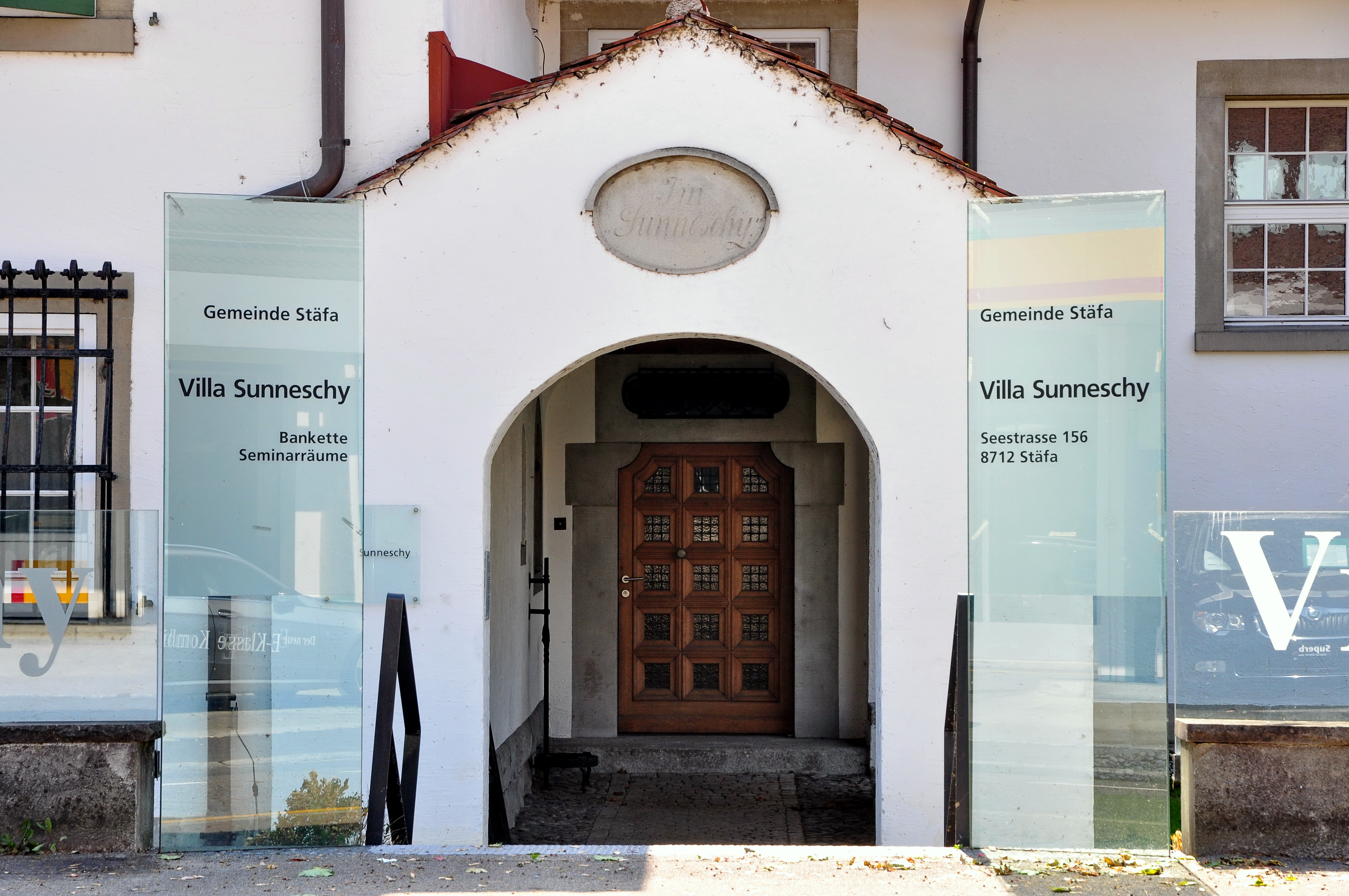
Eingang Seestrasse
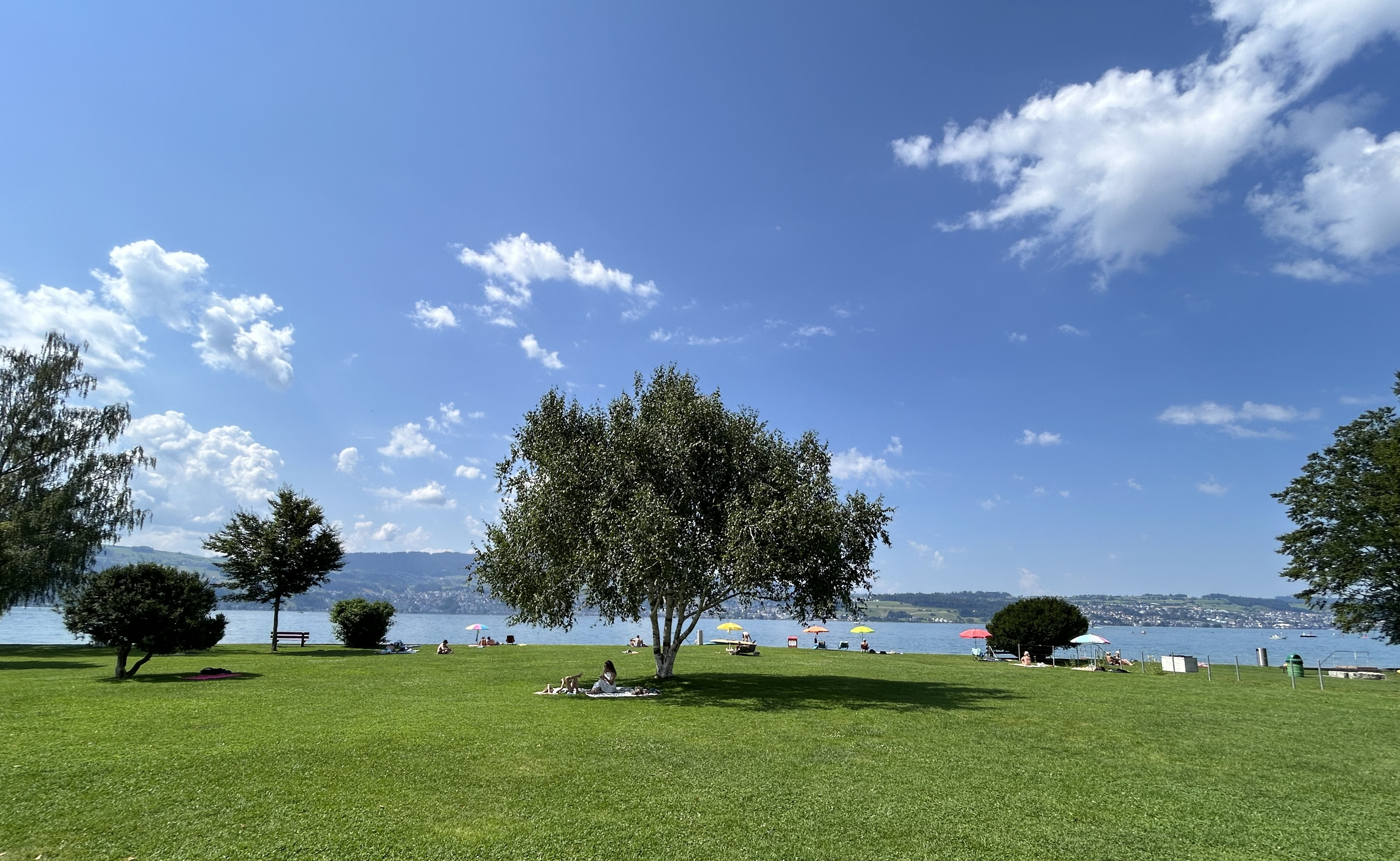
Park
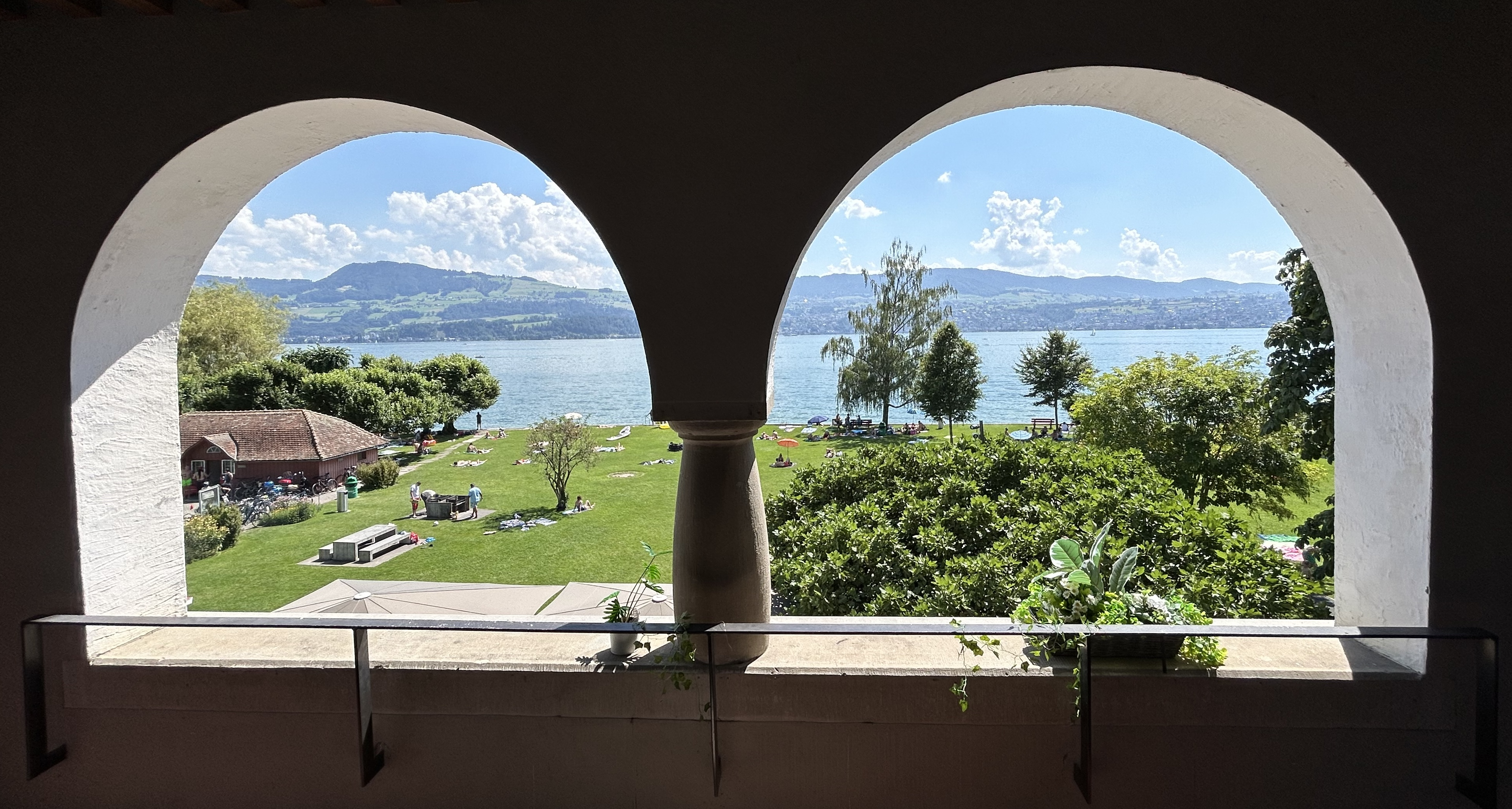
Aussicht
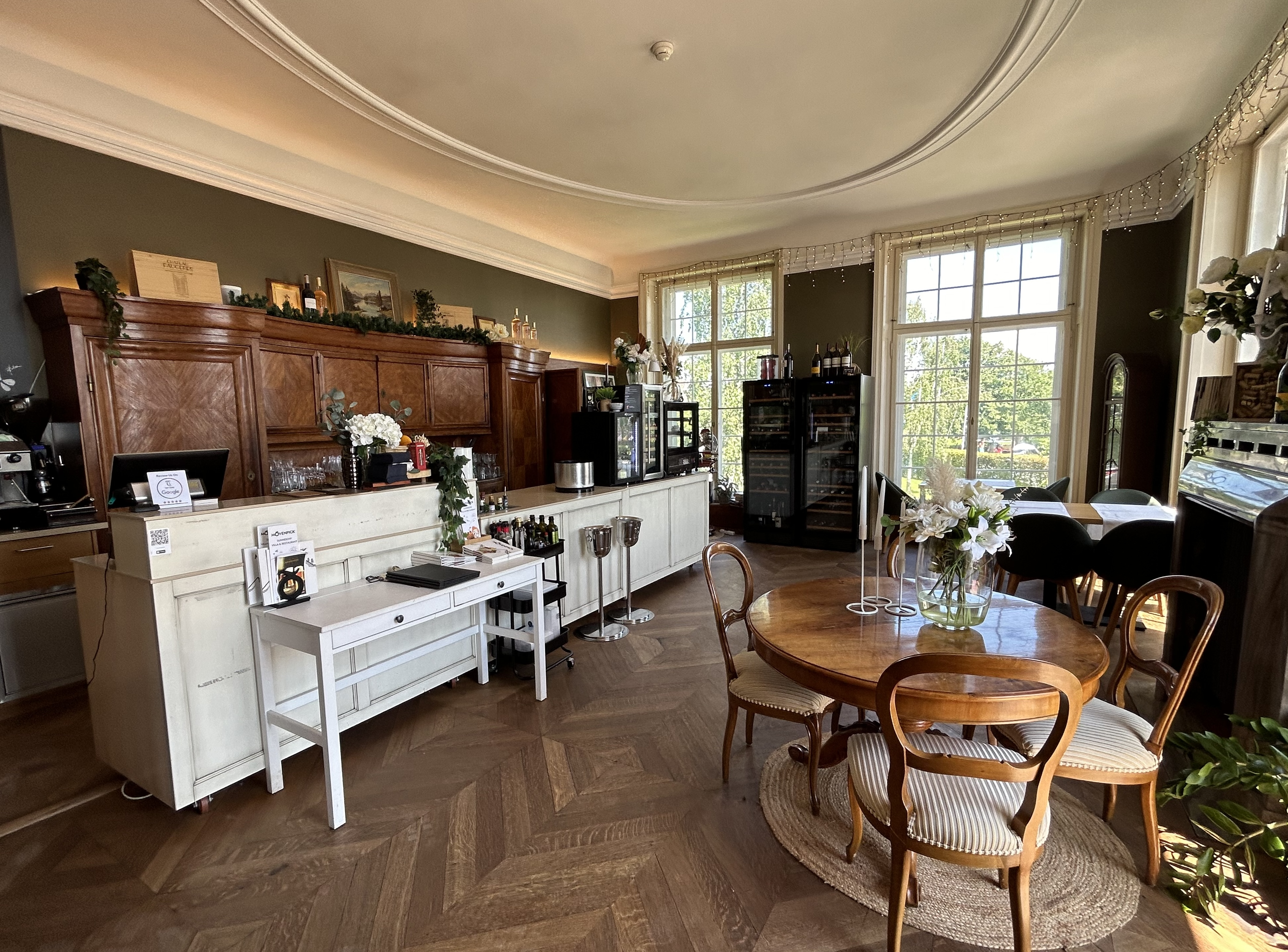
Im Innern
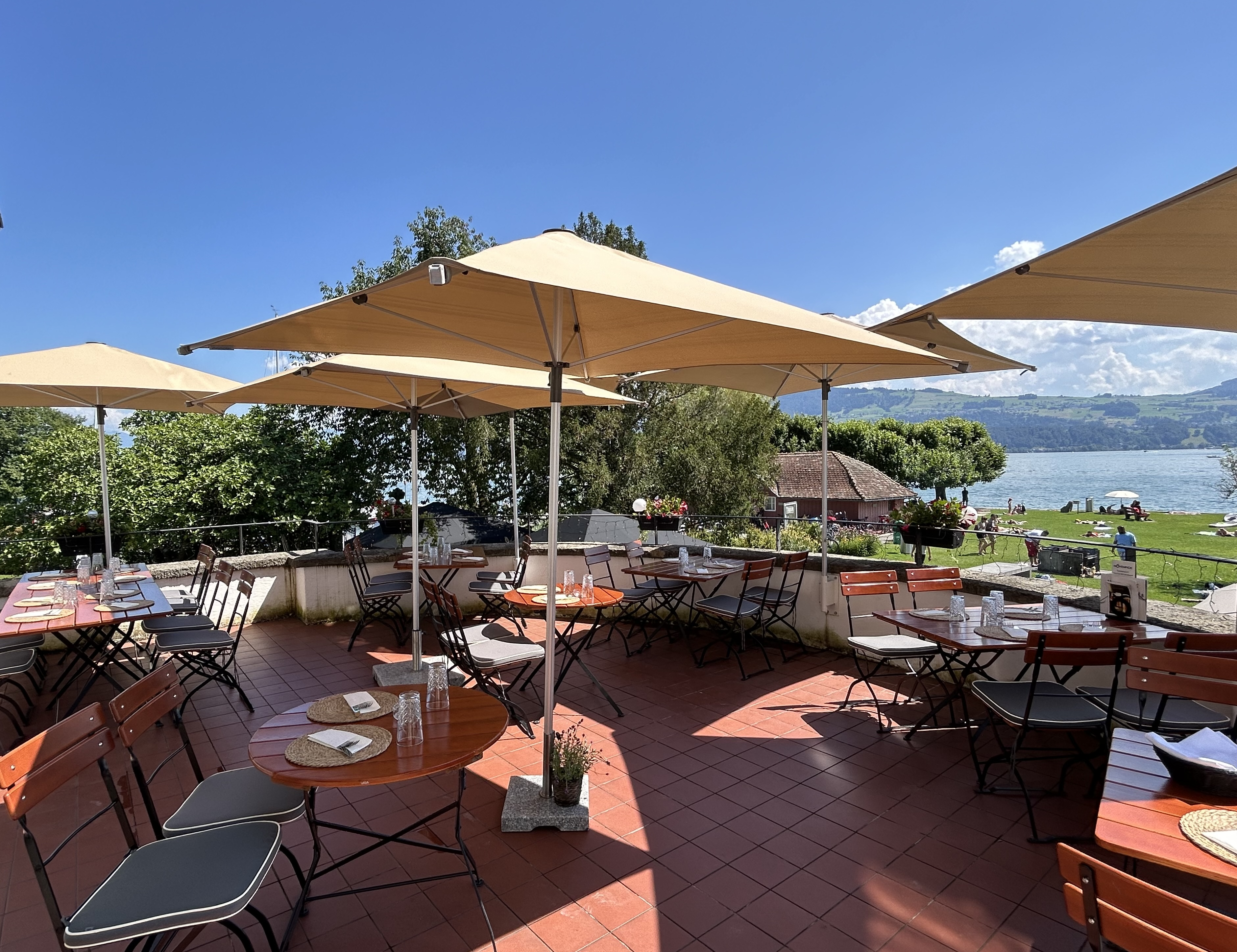
Terrasse